# Polémoflore

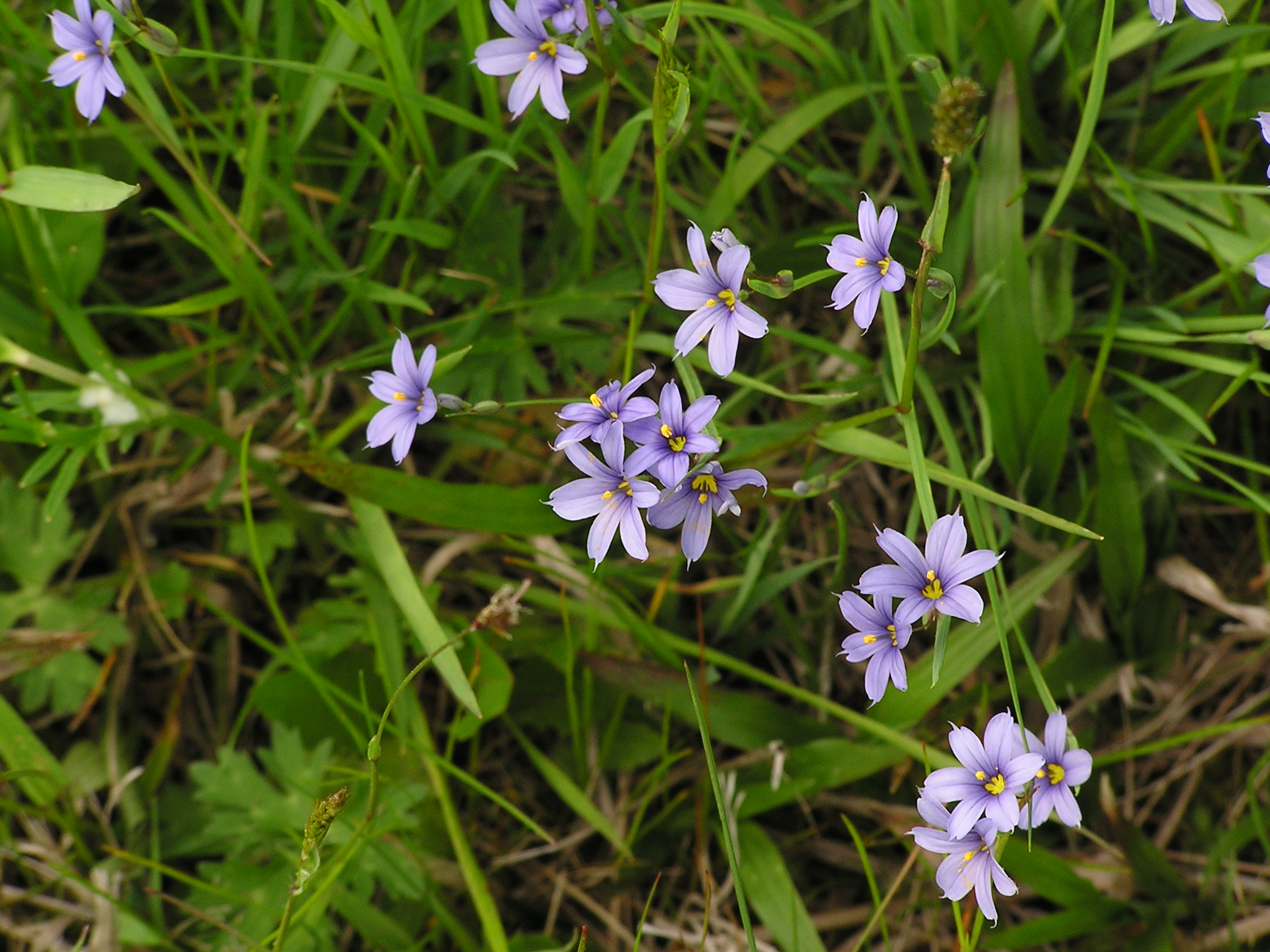
L'herbe aux yeux bleus (Sisyrinchium montanum, Iridaceae) est une plante obsidionale d'origine nord-américaine retrouvée en Lorraine sur les lieux de passage des 1re, 26e et 42e division d'infanterie américaine, pendant la Première Guerre mondiale.

La polémoflore ou - termes plus anciens - florule ou flore obsidionale,, (en référence à la couronne obsidionale) désigne la flore typique des anciens lieux de guerre ou marquant les couloirs de passages d'armées. Cette flore entre dans le cadre des séquelles environnementales.
Cette flore, significativement modifiée et parfois en partie nouvelle, peut persister des décennies, voire des siècles, après le passage de troupes ou de convois de réfugiés, ainsi que sur les lieux de combats. Elle participe à la constitution du polémosystème.

## Origine
Elle est caractérisée :
- d'une part, par les séquelles de la guerre sur le sol, souvent pollué par les munitions, explosifs, gaz de combat... et/ou remué en profondeur par les explosions, les sapes, les tranchées, etc.
- d'autre part, par les apports de graines volontaires (fourrage des chevaux, culture des plantes alimentaires ou médicinales), ou le plus souvent involontaire (graines ou spores dispersées à partir des vêtements, des bagages ou des véhicules), de la part des armées venues d'autres pays ou d'autres continents. Ce type de dissémination des graines se nomme « polémochorie ».

## Polémoflore en Europe

### En Belgique
- Carex crawfordii, une espèce originaire d'Amérique du Nord, aurait été introduit en haute Ardenne par les troupes américaines à la fin de la Seconde Guerre mondiale[4].
- Eleocharis austriaca, observé en 2006 au camp militaire d'Elsenborn, pourrait y avoir été introduit par le charroi militaire en provenance du camp de Vogelsang où l'espèce est également signalée[5].

### En France
En France, au moins 21 espèces végétales auraient ainsi été involontairement introduites par l'armée napoléonienne, les armées de la guerre de 70 et des deux guerres mondiales. De telles plantes ont été trouvées dans les herbiers anciens et contemporains, jusque dans Paris.
Liste de plantes obsidionales de France
- Bunias orientalis L. - la Roquette d’Orient ou Bunias d’Orient, plante alimentaire (salade, légume-feuille) et fourragère d'origine orientale, introduite en France par les Cosaques poursuivant les troupes napoléoniennes en 1814
- Eryngium giganteum L. - le Panicaut géant originaire du Caucase, arrivé avec la Légion russe, en 1914-1918
- Armeria vulgaris (en) Willd. - l'Armérie à tige allongée originaire du Nord de l’Allemagne, arrivée avec les troupes allemandes, lors de la Guerre de 1870
- Berteroa incana (L.) DC. - l'Alysson blanc originaire du centre de l’Europe, arrivé avec les troupes allemandes, lors de la Guerre de 1870
- Carex brizoides L. - la Laîche fausse brize utilisée comme rembourrage de paillasses des soldats allemands, durant la Première Guerre mondiale
- Gentiana lutea L. - la Gentiane jaune, cultivée en Moselle par les soldats bavarois de la 3e armée allemande après la défaite française de 1870
- Geranium pratense L. - le Géranium des prés, arrivé avec le ravitaillement des soldats allemands, via les chemins de fer en 1870 et 1914-1918
- Sisyrinchium montanum Greene - la Bermudienne, Herbe aux yeux bleus originaire d'Amérique du Nord, arrivée avec les soldats américains, durant la Première Guerre mondiale[9],[10]
- Glyceria striata (Lamarck) A. Hitchcock - la Glycérie striée, originaire d’Amérique du Nord, arrivée avec les cantonnements des troupes américaines en 1918
- Scirpus atrovirens (en) Willd. - le Scirpe vert sombre, originaire d’Amérique du Nord, probablement arrivée avec l'armée américaine en 1918
- Carex vulpinoidea Michx. - la Fausse Laîche des renards, originaire d’Amérique du Nord, probablement arrivée avec l'armée américaine en 1944
- Castanea sativa Lam. - le Châtaignier, arrivé dans les Vosges lorraines via les colis envoyés aux soldats corses du 373e régiment d'infanterie en 1915
- Asplenium fontanum (L.) Bernh. - la Doradille des fontaines, arrivée en Lorraine, avec le 124e régiment d'infanterie territoriale venant de Rodez (Aveyron), pendant la Première Guerre mondiale
- Trifolium alpinum L. - le Trèfle alpin, arrivé en Lorraine, pendant la Première Guerre mondiale, avec le fourrage ou le crottin des ânes du 6e bataillon de chasseurs alpins, basé à Nice.